# 莎拉·牛顿
莎拉·路易丝·牛顿，娘家姓黑克（Hick），是一位英国政治人物，保守党党员，现任英国下议院特鲁罗和法尔茅斯选区议员，曾任工作和养老金部就業及退休保障國務大臣。

## 早年生活
牛顿生于英格兰西部格洛斯特郡，幼年迁往康沃尔郡定居，先后就读于马尔自治市幼儿园、克莱尔阳台小学、法尔茅斯中学，曾当选为中学女生代表。在康沃尔长大后，牛顿升入伦敦国王学院研修历史，在美国攻读硕士学位之前，曾获国际扶轮学者奖学金。